# Брзак
Брзак је насеље у Северној Македонији, у северном делу државе. Брзак припада општини Куманово.
Брзак има велики значај за српску заједницу у Северној Македонији, пошто Срби чине мањину у насељу.

## Географија
Брзак је смештен у северном делу Северне Македоније. Од најближег града, Куманова, село је удаљено свега 9 km јужно.
Село Брзак се налази у историјској области Жеглигово, на приближно 380 метара надморске висине. Подручје око насеља је равничарско, док се на северозападу издиже Скопска Црна Гора.
Месна клима је континентална са слабим утицајем Егејског мора (жарка лета).

## Становништво
Брзак је према последњем попису из 2021. године имао 67 становника.
Почетком 20. века сеоско становништво је било подељено између оних који су се изјашњавали Србима и других који су се изјашњавали Бугарима.
| Национални састав према попису из 2021.‍ | Национални састав према попису из 2021.‍ | Национални састав према попису из 2021.‍ | Национални састав према попису из 2021.‍ | Национални састав према попису из 2021.‍ |
| --------------------------------------- | --------------------------------------- | --------------------------------------- | --------------------------------------- | --------------------------------------- |
|                                         |                                         |                                         |                                         |                                         |
| Македонци                               | Македонци                               |                                         | 49                                      | 73,1%                                   |
| Срби                                    | Срби                                    |                                         | 7                                       | 10,4%                                   |
| непописани                              | непописани                              |                                         | 9                                       | 13,4%                                   |